# Arus Asryan
Arus Asryan (en arménien : Արուս Ասրյան), née le 9 décembre 1904 à Tbilissi ou à Sanahin (selon les sources) et morte le 28 juin 1987 à Erevan, est une actrice de théâtre et de cinéma soviétique et arménienne. Elle est entre autres distinguée Artiste du peuple de l'URSS en 1972. Elle partageait sa vie avec le metteur en scène Vardan Ajemian.
Elle est inhumée au Panthéon Komitas à Erevan.

## Filmographie
- 1940 : Քաջ Նազար court-métrage d'Amasi Martirosyan (en) : Utian
- 1944 : David Bek (Դավիթ-Բեկ) de Amo Bek-Nazarov : Zeynab
- 1954 : Փեսատես de Laert Vagharshyan : Ashken
- 1954 : Le Mystère du lac de montagne (Тайна горного озера) de Alexandre Rou : Sona
- 1970 : Photographie (Լուսանկար) court-métrage d'Albert Mkrtchian : Arus
- 1975 : Իմ սիրտը լեռներում է (My Heart's in the Highlands) de Levon Grigorian : grand-mère